# 浅野薫 (新選組)
浅野 薫（あさの かおる、生年不詳 - 慶応3年（1867年）頃?）は、新選組隊士（諸士調役兼監察、副長助勤）。藤太郎とも。

## 来歴
備前国、あるいは安芸国出身。文久3年（1863年）末から元治元年（1864年）初頭頃の入隊とされるが詳細は不明。阿部十郎の談話によると、医者が本業であり、学才文才があったとされる。
池田屋事件では、近藤勇の隊に属し20両の恩賞金を幕府から下賜されている。明保野亭事件で犠牲になった浪士に弔歌を詠んでいる。この時までの名は、浅野藤太郎。
その直後、近藤の不在中に、土方歳三とともに三浦啓之助を帰藩させるために動いたとされるが、三浦本人の意思により拒絶されている。以後、行軍録にも、島田魁の記した『英名録』にも名が出てこないのは、その責任を負わされた可能性もあるとされる。
しかし2年後、慶応2年（1866年）9月に発生した三条制札事件の際に、浅野薫という名が再び登場する。
『新選組始末記』によると、浅野は失態を犯し、その後放逐され、最後は市中で金策を行ったため沖田総司に斬られたとされている。
阿部十郎によると、伊東甲子太郎らが新選組を離脱した慶応3年（1867年）3月頃、浅野はまだ新選組に残っており、その後新選組を脱走して御陵衛士に加わろうとしたが伊東甲子太郎に拒絶され、土佐へ逃げる手筈をしてもらう最中に、近藤を説得しようと屯所へ出向くところを沖田に斬られたという。
浅野の死はいくつかの説があるが阿部十郎の談話が最も有力。